# William Lindsay Gresham
William Lindsay Gresham (ur. 20 sierpnia 1909 w Baltimore (Maryland), zm. 14 września 1962 na Manhattanie) – amerykański powieściopisarz i autor literatury faktu.
William Lindsay Gresham w 1942 ożenił się z poetką Joy Davidman, z którą miał dwóch synów: Davida i Douglasa (ur. 1945). Pisarz jest autorem powieści Zaułek koszmarów (1946), która doczekała się ekranizacji w 1947 i 2021. W wieku 53 lat, w Hotelu Dixie odebrał sobie życie przez przedawkowanie tabletek nasennych. 